# Avy Scott

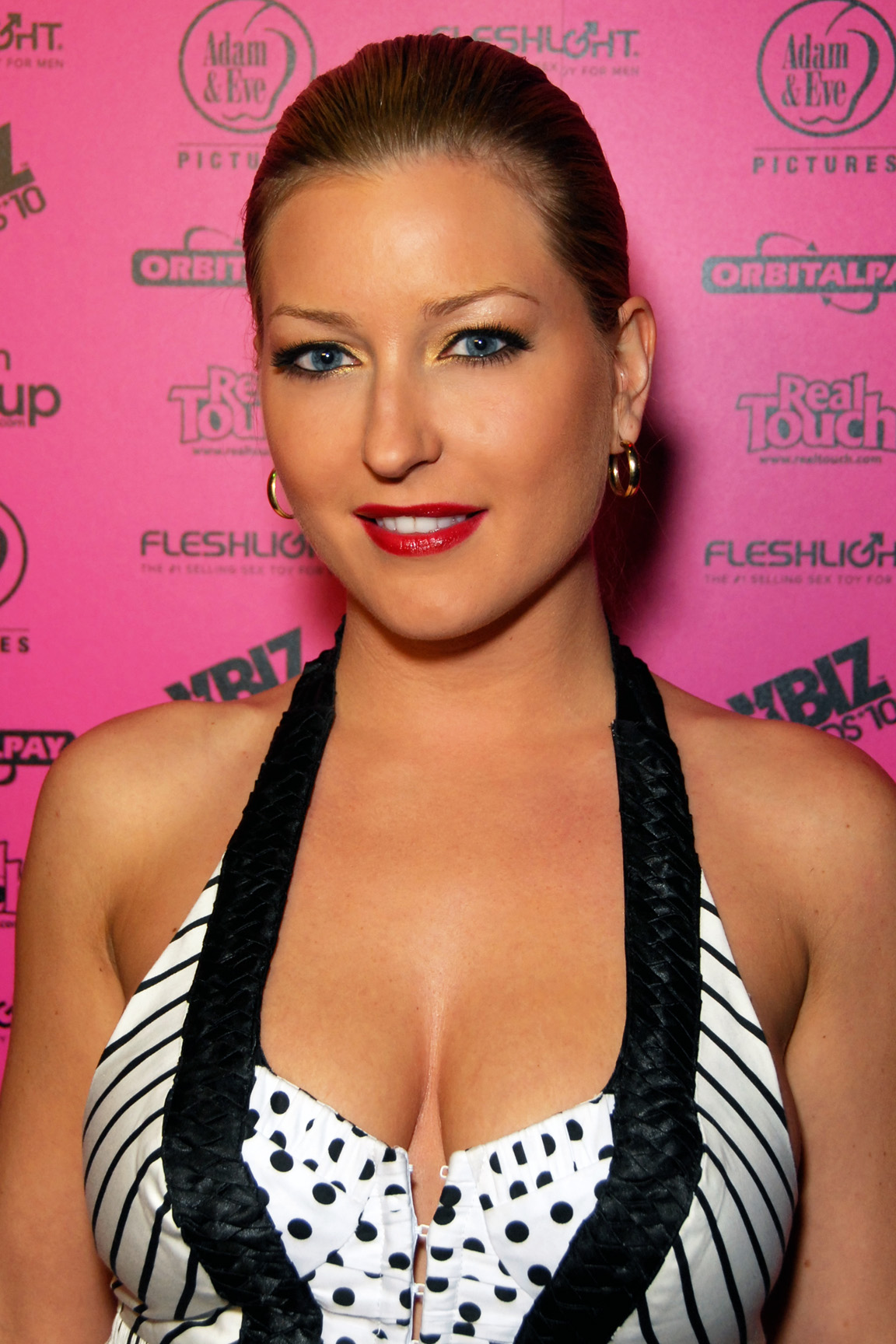
Avy Scott in Hollywood (2010)

Avy Scott (* 2. November 1981 in Tampa, Florida als April Sortore) ist eine US-amerikanische Pornodarstellerin, Regisseurin und Schauspielerin.

## Leben und Karriere
Avy Scott wuchs in Tampa auf. Im College hatte sie die Hauptfächer Wirtschaft und Psychologie. Sie arbeitete zunächst parallel als Camgirl, bevor sie auf Anregung ihres früheren Managers Roy Garcia das College verließ und am 23. November 2001 in der Pornobranche begann. Ihr erster Film war Four Finger Club #20. Seitdem hat sie in mehr als 220 Filmen mitgespielt (unter anderem in Compulsion und Rush) und bei vier Filmen Regie geführt. Sie hat für Produktionsfirmen wie Private, New Sensations, Sin City, Wicked Pictures und Digital Playground gearbeitet.
Scott zog nach Beginn ihrer Pornokarriere zunächst von Tampa nach Los Angeles. Nach dem Beginn einer Serie von AIDS-Infektionen im Porn Valley im Jahr 2004 verließ sie aus Angst um ihre Gesundheit vorläufig die Branche, kehrte zurück nach Tampa und lebte danach für neun Monate in Miami. Nach der Wiederaufnahme ihrer Tätigkeit bestand sie trotz geringerer Bezahlung darauf, heterosexuelle Szenen nur noch mit Kondom zu drehen. 2005 spielte sie im Erotik-Thriller Lust Connection die Rolle der Cora.

## Filmografie (Auswahl)
- 2002: Rush
- 2002: Band Camp
- 2003: Avy Scott aka Filthy Whore
- 2003: Evil Pink 1
- 2004: No Man’s Land 39
- 2005: Obsessions of Avy Scott
- 2005: Avy Scott & Friends
- 2005: Lust Connection
- 2006: Big Wet Asses 9
- 2009: Jerkoff Material 3
- 2009: Big Wet Tits 8
- 2009: POV Pervert 11
- 2009: POV Jugg Fuckers 2
- 2010: Sex & The City: The Original XXX Parody

## Auszeichnungen
- 2003: Rog Reviews Critic's Choice – „Best Newbie“[5]
- 2003: Cyberspace Adult Video Reviews (CAVR) Award – „Best Star“[6]
- 2004: NightMoves Award – „Best New Starlet“ (Fans Choice)

## Nominierungen
- 2003: AVN-Award-Nominierung – „Best New Starlet“
- 2004: AVN-Award-Nominierung – Best Oral Sex Scene, Film – Compulsion (mit Kurt Lockwood)
- 2004: AVN-Award-Nominierung – Best Sex Scene Coupling, Film – Heaven (mit Steven St. Croix)
- 2010: XRCO-Award-Nominierung – Best Cumback
- 2011: AVN-Award-Nominierung – Best All-Girl Three-Way Sex Scene – Pin-Up Girls 4